# Chiesa di Santa Lucia (Modugno)
La chiesa di Santa Lucia è un luogo di culto di Modugno (BA). Si trova nel trivio, tra via Santa Lucia, via Le Lamie e via Tagliamento, nei pressi della chiesa di San Giuseppe delle Monacelle in piazza Romita Vescovo.

## Storia
La chiesa è anche nota col nome di "Santa Maria Troiano" perché appartenuta alla famiglia Troiano. Nel 1838 passò a Giambattista Russo (per notizie sulla famiglia Russo vedi: Palazzo Russo (Modugno)) e in seguito alla famiglia Curci.
Nella chiesa furono seppellite alcune delle vittime della pestilenza che colpì Modugno nel 1656.
Il nome originario della chiesa era di Santa Filomena. In origine la chiesa custodiva una statua raffigurante Santa Filomena, ma con la diffusione nella contrada del culto di Santa Lucia, la chiesa cambiò nome.
La venerazione di santa Lucia, a Modugno, era in origine legata all'immagine sacra dipinta nella cappella sinistra di questa chiesa, ma con la realizzazione nel 1935 di una statua in cartapesta, venne creata una festa esterna alla chiesa con processione. La chiesa di Santa Lucia, essendo di proprietà privata, col tempo perse di importanza ed ora viene aperta solo in occasione della festa della Santa.

## Descrizione
La chiesa è composta da due cappelle affiancate, una delle quali risale al XV secolo. Ci sono due ingressi di dimensioni diverse che conducono nelle due cappelle. L'ingresso più grande è sormontato da una piccola finestra e da un campanile a vela che richiama gli stilemi dell'architettura barocca; il secondo ingresso ha sul suo architrave una lunetta ed è sormontato da una finestra rettangolare. All'interno, le due cappelle con volta a botte sono comunicanti tramite grandi archi a tutto sesto, poggianti su di un pilastro centrale.
Nella cappella di sinistra, nella grande lunetta posteriore all'altare, è presente un dipinto che rappresenta Santa Lucia con tunica nera e manto bordeaux, con nella mano un vassoio con due occhi e nella mano destra la palma del martirio. La santa è affiancata da due figure di Santi.
Nella cappella di destra, l'altare è sormontato da una nicchia: un tempo custodiva la statua di Santa Filomena, che dava il nome alla chiesa, mentre ora vi si conserva una statua della Madonna Addolorata, ivi condotta dalla chiesa di Sant'Agostino. Dalla stessa chiesa proveniva anche un'altra statua lignea (qui spostata nel 1963 per un certo periodo), raffigurante San Nicola da Tolentino, realizzata nel 1785 dallo scultore andriese Arcangelo Sprdicchio.